# Nascar Winston Cup Series 1998
Nascar Winston Cup Series 1998 var den 50:e upplagan av den främsta divisionen av professionell stockcarracing i USA sanktionerad av National Association for Stock Car Auto Racing. Serien vanns av Jeff Gordon, vilket var hans tredje titel.
Säsongen som bestod av 33 race startade på Daytona International Speedway med uppvisningsloppen Bud Shootout 9 februari och Gatorade 125 Qualifiers 12 februari, vilket även var slutkval till den 40:e upplagan av Daytona 500. Ordinarie säsong avslutades 8 november på Atlanta Motor Speedway med NAPA 500. 22 november kördes ett uppvisningslopp på Twin Ring Motegi i Japan. Serien vanns av Jeff Gordon i en Chevrolet körande för Hendrick Motorsports. Det var hans andra raka och tredje mästerskapstitel totalt. Han hade tidigare vunnit serien 1995 och 1997. Chevrolet vann märkesmästerskapet med 1 poängs marginal ned till tvåan Ford.

## Tävlingskalender
| Nr | Officiellt namn                   | Bana                                                        | Datum        |
| -- | --------------------------------- | ----------------------------------------------------------- | ------------ |
| KV | Bud Shootout Qualifier            | Daytona International Speedway, Daytona Beach, Florida      | 8 februari   |
| U  | Bud Shootout                      | Daytona International Speedway, Daytona Beach, Florida      | 8 februari   |
| KV | Gatorade Twin 125 Qualifiers      | Daytona International Speedway, Daytona Beach, Florida      | 12 februari  |
| 1  | Daytona 500                       | Daytona International Speedway, Daytona Beach, Florida      | 15 februari  |
| 2  | GM Goodwrench Service Plus 400    | North Carolina Motor Speedway, Rockingham, North Carolina   | 22 februari  |
| 3  | Las Vegas 400                     | Las Vegas Motor Speedway, Las Vegas, Nevada                 | 1 mars       |
| 4  | Primestar 500                     | Atlanta Motor Speedway, Hampton, Georgia                    | 8 9 mars     |
| 5  | Transouth Financial 400           | Darlington Raceway, Darlington, South Carolina              | 22 mars      |
| 6  | Food City 500                     | Bristol International Raceway, Bristol, Tennessee           | 29 mars      |
| 7  | Texas 500                         | Texas Motor Speedway, Fort Worth, Texas                     | 5 april      |
| 8  | Goody's Headache Powder 500       | Martinsville Speedway, Ridgeway, Virginia                   | 19 20 april  |
| 9  | Diehard 500                       | Talladega Superspeedway, Talladega, Alabama                 | 26 april     |
| 10 | California 500 presented by NAPA  | California Speedway, Fontana, Kalifornien                   | 3 maj        |
| U  | No Bull 25 Shootout               | Charlotte Motor Speedway, Concord, North Carolina           | 17 maj       |
| U  | Winston Open                      | Charlotte Motor Speedway, Concord, North Carolina           | 17 maj       |
| U  | The Winston                       | Charlotte Motor Speedway, Concord, North Carolina           | 17 maj       |
| 11 | Coca-Cola 600                     | Charlotte Motor Speedway, Concord, North Carolina           | 24 maj       |
| 12 | MBNA Platinum 400                 | Dover Downs International Speedway, Dover, Delaware         | 31 maj       |
| 13 | Pontiac Excitement 400            | Richmond International Raceway, Richmond, Virginia          | 6 juni       |
| 14 | Miller Lite 400                   | Michigan International Speedway, Brooklyn, Michigan         | 14 juni      |
| 15 | Pocono 500                        | Pocono International Raceway, Long Pond, Pennsylvania       | 21 juni      |
| 16 | Save Mart/Kragen 350              | Sears Point Raceway, Sonoma, Kalifornien                    | 28 juni      |
| 17 | Jiffy Lube 300                    | New Hampshire International Speedway, Loudon, New Hampshire | 12 juli      |
| 18 | Pennsylvania 500                  | Pocono International Raceway, Long Pond, Pennsylvania       | 26 juli      |
| 19 | Brickyard 400                     | Indianapolis Motor Speedway, Speedway, Indiana              | 1 augusti    |
| 20 | The Bud at The Glen               | Watkins Glen International, Watkins Glen, New York          | 9 augusti    |
| 21 | Pepsi 400 Presented by DeVilbiss  | Michigan International Speedway, Brooklyn, Michigan         | 16 augusti   |
| 22 | Goody's Headache Powder 500       | Bristol International Raceway, Bristol, Tennessee           | 22 augusti   |
| 23 | Farm Aid on CMT 300               | New Hampshire International Speedway, Loudon, New Hampshire | 30 augusti   |
| 24 | Pepsi Southern 500                | Darlington Raceway, Darlington, South Carolina              | 6 september  |
| 25 | Exide Nascar Select Batteries 400 | Richmond International Raceway, Richmond, Virginia          | 12 september |
| 26 | MBNA Gold 400                     | Dover Downs International Speedway, Dover, Delaware         | 20 september |
| 27 | Napa Autocare 500                 | Martinsville Speedway, Ridgeway, Virginia                   | 27 september |
| 28 | UAW-GM Quality 500                | Charlotte Motor Speedway, Concord, North Carolina           | 4 oktober    |
| 29 | Winston 500                       | Talladega Superspeedway, Talladega, Alabama                 | 11 oktober   |
| 30 | Pepsi 400                         | Daytona International Speedway, Daytona Beach, Florida      | 17 oktober   |
| 31 | Dura Lube/Kmart 500               | Phoenix International Raceway, Phoenix, Arizona             | 25 oktober   |
| 32 | AC Delco 400                      | North Carolina Motor Speedway, Rockingham, North Carolina   | 1 november   |
| 33 | NAPA 500                          | Atlanta Motor Speedway, Hampton, Georgia                    | 8 november   |
| U  | Coca-Cola 500                     | Twin Ring Motegi, Motegi, Japan                             | 22 november  |

## Resultat
| Nr | Tävling                           | Pole position   | Flest ledda varv              | Vinnare         | Team                         | Konstruktör | Rapport |
| -- | --------------------------------- | --------------- | ----------------------------- | --------------- | ---------------------------- | ----------- | ------- |
| KV | Bud Shootout Qualifier            | Sterling Marlin | Jimmy Spencer                 | Jimmy Spencer   | Carter-Haas Motorsports      | Ford        | Rapport |
| U  | Bud Shootout                      | Mark Martin     | Jeff Gordon                   | Rusty Wallace   | Penske Racing South          | Ford        | Rapport |
| KV | Gatorade 125 #1                   | Bobby Labonte   | Bobby Labonte Sterling Marlin | Sterling Marlin | Chip Ganassi Racing          | Chevrolet   | Rapport |
| KV | Gatorade 125 #2                   | Terry Labonte   | Dale Earnhardt                | Dale Earnhardt  | Richard Childress Racing     | Chevrolet   | Rapport |
| 1  | Daytona 500                       | Bobby Labonte   | Dale Earnhardt                | Dale Earnhardt  | Richard Childress Racing     | Chevrolet   | Rapport |
| 2  | GM Goodwrench Service Plus 400    | Rick Mast       | Mark Martin                   | Jeff Gordon     | Hendrick Motorsports         | Chevrolet   | Rapport |
| 3  | Las Vegas 400                     | Dale Jarrett    | Mark Martin                   | Mark Martin     | Roush Racing                 | Ford        | Rapport |
| 4  | Primestar 500                     | John Andretti   | Kenny Irwin Jr.               | Bobby Labonte   | Joe Gibbs Racing             | Pontiac     | Rapport |
| 5  | Transouth Financial 400           | Mark Martin     | Jeff Burton                   | Dale Jarrett    | Robert Yates Racing          | Ford        | Rapport |
| 6  | Food City 500                     | Rusty Wallace   | Rusty Wallace                 | Jeff Gordon     | Hendrick Motorsports         | Chevrolet   | Rapport |
| 7  | Texas 500                         | Jeremy Mayfield | Jeremy Mayfield               | Mark Martin     | Roush Racing                 | Ford        | Rapport |
| 8  | Goody's Headache Powder 500       | Bobby Hamilton  | Bobby Hamilton                | Bobby Hamilton  | Morgan-McClure Motorsports   | Chevrolet   | Rapport |
| 9  | Diehard 500                       | Bobby Labonte   | Terry Labonte                 | Bobby Labonte   | Joe Gibbs Racing             | Pontiac     | Rapport |
| 10 | California 500 presented by Napa  | Jeff Gordon     | Mark Martin                   | Mark Martin     | Roush Racing                 | Ford        | Rapport |
| U  | No Bull 25 Shootout 1             | Jeremy Mayfield | Jeremy Mayfield               | Jeremy Mayfield | Michael Kranefuss Racing     | Ford        | Rapport |
| U  | No Bull 25 Shootout 2             | Joe Nemechek    | Jimmy Spencer                 | Jimmy Spencer   | Carter-Haas Motorsports      | Ford        | Rapport |
| U  | Winston Open                      | Jeremy Mayfield | Jeremy Mayfield               | Jeremy Mayfield | Michael Kranefuss Racing     | Ford        | Rapport |
| U  | The Winston                       | Bill Elliott    | Jeff Gordon                   | Mark Martin     | Roush Racing                 | Ford        | Rapport |
| 11 | Coca-Cola 600                     | Jeff Gordon     | Mark Martin                   | Jeff Gordon     | Hendrick Motorsports         | Chevrolet   | Rapport |
| 12 | MBNA Platinum 400                 | Rusty Wallace   | Jeff Gordon                   | Dale Jarrett    | Robert Yates Racing          | Ford        | Rapport |
| 13 | Pontiac Excitement 400            | Jeff Gordon     | Dale Jarrett                  | Terry Labonte   | Hendrick Motorsports         | Chevrolet   | Rapport |
| 14 | Miller Lite 400                   | Ward Burton     | Jeff Gordon                   | Mark Martin     | Roush Racing                 | Ford        | Rapport |
| 15 | Pocono 500                        | Jeff Gordon     | Jeremy Mayfield               | Jeremy Mayfield | Penske-Kranefuss Racing      | Ford        | Rapport |
| 16 | Save Mart/Kragen 350              | Jeff Gordon     | Jeff Gordon                   | Jeff Gordon     | Hendrick Motorsports         | Chevrolet   | Rapport |
| 17 | Jiffy Lube 300                    | Ricky Craven    | Jeff Burton                   | Jeff Burton     | Roush Racing                 | Ford        | Rapport |
| 18 | Pennsylvania 500                  | Ward Burton     | Jeff Gordon                   | Jeff Gordon     | Hendrick Motorsports         | Chevrolet   | Rapport |
| 19 | Brickyard 400                     | Ernie Irvan     | Jeff Gordon                   | Jeff Gordon     | Hendrick Motorsports         | Chevrolet   | Rapport |
| 20 | The Bud at The Glen               | Jeff Gordon     | Jeff Gordon                   | Jeff Gordon     | Hendrick Motorsports         | Chevrolet   | Rapport |
| 21 | Pepsi 400 Presented by DeVilbiss  | Ernie Irvan     | Ernie Irvan                   | Jeff Gordon     | Hendrick Motorsports         | Chevrolet   | Rapport |
| 22 | Goody's Headache Powder 500       | Rusty Wallace   | Mark Martin                   | Mark Martin     | Roush Racing                 | Ford        | Rapport |
| 23 | Farm Aid on CMT 300               | Jeff Gordon     | Mark Martin                   | Jeff Gordon     | Hendrick Motorsports         | Chevrolet   | Rapport |
| 24 | Pepsi Southern 500                | Dale Jarrett    | Jeff Burton                   | Jeff Gordon     | Hendrick Motorsports         | Chevrolet   | Rapport |
| 25 | Exide Nascar Select Batteries 400 | Rusty Wallace   | Jeff Burton                   | Jeff Burton     | Roush Racing                 | Ford        | Rapport |
| 26 | MBNA Gold 400                     | Mark Martin     | Mark Martin                   | Mark Martin     | Roush Racing                 | Ford        | Rapport |
| 27 | Napa Autocare 500                 | Ernie Irvan     | Sterling Marlin               | Ricky Rudd      | Rudd Performance Motorsports | Ford        | Rapport |
| 28 | UAW-GM Quality 500                | Derrike Cope    | Mark Martin                   | Mark Martin     | Roush Racing                 | Ford        | Rapport |
| 29 | Winston 500                       | Ken Schrader    | Mike Skinner                  | Dale Jarrett    | Robert Yates Racing          | Ford        | Rapport |
| 30 | Pepsi 400                         | Bobby Labonte   | Jeff Gordon                   | Jeff Gordon     | Hendrick Motorsports         | Chevrolet   | Rapport |
| 31 | Dura Lube/Kmart 500               | Ken Schrader    | Rusty Wallace                 | Rusty Wallace   | Penske Racing South          | Ford        | Rapport |
| 32 | AC Delco 400                      | Mark Martin     | Dale Jarrett                  | Jeff Gordon     | Hendrick Motorsports         | Chevrolet   | Rapport |
| 33 | Napa 500                          | Kenny Irwin Jr. | Jeff Gordon                   | Jeff Gordon     | Hendrick Motorsports         | Chevrolet   | Rapport |
| U  | Coca-Cola 500]                    | Jeremy Mayfield | i.u.                          | Mike Skinner    | Richard Childress Racing     | Chevrolet   | Rapport |

## Slutställning

### Förarmästerskapet
| Plats | Förare          | Märke     | Poäng |
| ----- | --------------- | --------- | ----- |
| 1     | Jeff Gordon     | Chevrolet | 5328  |
| 2     | Mark Martin     | Ford      | 4964  |
| 3     | Dale Jarrett    | Ford      | 4619  |
| 4     | Rusty Wallace   | Ford      | 4501  |
| 5     | Jeff Burton     | Ford      | 4415  |
| 6     | Bobby Labonte   | Pontiac   | 4180  |
| 7     | Jeremy Mayfield | Ford      | 4157  |
| 8     | Dale Earnhardt  | Chevrolet | 3928  |
| 9     | Terry Labonte   | Chevrolet | 3901  |
| 10    | Bobby Hamilton  | Chevrolet | 3786  |

### Märkesmästerskapet
| Pos     | Tillverkare | Vinster | Poäng |
| ------- | ----------- | ------- | ----- |
| 1       | Ford        | 15      | 223   |
| 2       | Chevrolet   | 14      | 222   |
| 3       | Pontiac     | 2       | 144   |
| Källor: |             |         |       |